# Darren Shan (Serie)
Darren Shan ist eine Buchreihe der Kinder- und Jugendliteratur von Darren Shan. Die Geschichte erstreckt sich über 18 Jahre und handelt von einem Kind, das im jungen Alter durch gewisse Missgeschicke zu einem Halbvampir wird.

## Handlung
Darren Shan ist eigentlich ein ganz normales Kind. Er lebt zusammen mit seiner Schwester Annie und den Eltern in einem wohlbehüteten Elternhaus. In der Schule gilt er als sehr guter Fußballspieler und hofft auf eine spätere Fußballkarriere. Seine Freunde sind Tommy Jones, Alan Morris und Steve Leonard. Steve gilt bei allen als „wildes Kind“ und ist in der Schule als Schläger gefürchtet. So trägt er auch seit langem den Spitznamen „Steve Leopard“. Darren und Steve sind aber seit der Kindergartenzeit die allerbesten Freunde. Darren hat seit seinem neunten Lebensjahr eine besondere Vorliebe für Spinnen und diese Vorliebe wird ihm später zum Verhängnis werden.

### Der Mitternachtszirkus
Eines Tages taucht Alan mit einem Flugblatt auf, auf dem eine Freak Show, der Cirque du Freak, angekündigt wird. So beschließen die vier Freunde, diese zu besuchen. Steve bietet sich an, die Karten zu besorgen. Das gelingt ihm, aber er erhält nur zwei Eintrittskarten. Für die Kinder ist es klar, dass Steve eine Karte behalten darf. So beschließen sie, um die zweite zu losen. Ein glücklicher Zufall will es, dass Darren die zweite Karte gewinnt. Am darauffolgenden Freitag ziehen Darren und Steve los und besuchen in einem alten Theater die Freak Show. Darren und Steve fallen dort zwei kleine Wesen in blauen Kutten auf, die ihre Gesichter verbergen. Anfangs sind die beiden Kinder von der Show begeistert, doch dann tritt Larten Crepsley in das Leben der beiden: Während Darren von dessen tödlicher Spinne Madame Octa begeistert ist, erkennt Steve in dem Artisten den Vampir Vur Horston.
Nach der Vorstellung beobachtet Darren heimlich, wie Steve den Vampir bittet, ihn selbst zu einem zu machen. Mr. Crepsley testet Steves Blut daraufhin und lehnt diesen mit den Worten ab, er sei durch und durch böse. Daraufhin schwört Steve ihm, Vampir-Jäger zu werden und ihn später zu jagen.
Darren stiehlt ein paar Tage später Madame Octa und nimmt sie mit nach Hause. Dort spielt er jeden Tag mit ihr und bringt ihr neue Tricks bei. Eines Tages kommt Steve zu Besuch und Darren zeigt ihm die Spinne. Als sie mit der Spinne einen Trick ausprobieren, kommt dummerweise Darrens Schwester Annie ins Zimmer. So beißt die Spinne Steve in den Hals und er fällt in einen todesähnlichen Zustand. Steve kommt nun ins Krankenhaus und die Ärzte rätseln, um was für eine Krankheit es sich handeln könnte. Da Steve zu sterben droht, beschließt Darren, den Vampir Crepsley im alten Theater aufzusuchen und ihn zu überreden, Steve zu retten. Dieser stellt Darren aber eine Bedingung: Er muss sein normales Leben hinter sich lassen, und als Gehilfe des Vampirs Mr. Crepsley arbeiten. Die Sache hat für Darren nur einen Haken – er muss damit zu einem Halbvampir werden.
Larten Crepsley zapft Darren an, indem beide untereinander ihr Blut über die Fingerkuppen austauschen und macht diesen so zu einem Halbvampir. Beide begeben sich nun ins Krankenhaus. Dort kann der Vampir Steve gerade noch mit dem Gegengift retten. Steve erwacht kurz und sieht beide, den Vampir und seinen Freund Darren, vor seinem Bett stehen. Er erschrickt kurz und fällt dann in einen langen tiefen Schlaf. Nun werden Crepsley und Darren von der Nachtschwester überrascht. Der Vampir betäubt diese mit seinem Atem und Darren türmt. Zuhause angekommen bemerkt Darren einige Veränderungen bei sich: Er ist nun stärker als die Klassenkameraden und seine Fingernägel sind besonders hart.
Circa zwei Wochen später kann Steve wieder zur Schule gehen. Aber er hat nun einen bestimmten Verdacht, was Darren und den Vampir angeht. Als sich Alan Morris auf dem Schulhof das Knie aufschlägt, springt Darren hinzu und beginnt aus der Wunde Blut zu saugen. Steve weiß nun, dass Darren ein Halbvampir ist. Im Badezimmer trifft dieser am selben Abend auf seine kleine Schwester Annie, die sich zum Baden zurechtmacht. Darren beginnt Annie zu hypnotisieren, um sie zu beißen und so ihr Blut zu trinken.
Darren ist über sich entsetzt und erkennt traurig, dass er nun zu einer Gefahr für die Menschen werden könnte, wenn er sich nicht dem Vampir anschließen würde. So geht er ins Theater zurück, wo der Vampir Crepsley bereits auf ihn wartet. Darren und der Vampir Crepsley beschließen nun, die Stadt zu verlassen. So täuschen beide Darrens Tod vor und am Abend der Beerdigung, als alle schon wieder weg vom Friedhof sind, gräbt Larten Crepsley Darren aus. Darren vertritt sich die Füße, während der Vampir das Grab wieder zuschaufelt. Dabei wird er von Steve Leonard überrascht, der Darren längere Zeit beobachtet hat und ihn nun pfählen will. Steve ist zu diesem Zeitpunkt aber noch Darrens Freund und so kann er ihn nicht töten. Er schneidet sich mit einem Messer ein Kreuz auf den Handrücken und schwört Darren bei seinem Blut, diesen sowie den Vampir zu jagen und zu töten.

### Die Freunde der Nacht
Darren Shan ist seit zwei Monaten ein Halbvampir und zieht mit seinem Meister, dem Vampir Larten Crepsley ziellos durch die Lande. Zum Leidwesen des Vampirs Crepsley weigert Darren sich, Menschenblut zu trinken.
Darren und der Vampir können sich zu diesem Zeitpunkt nicht besonders ausstehen, was sie sich gegenseitig auch regelmäßig spüren lassen. So nennt Darren den Vampir nur „Mr. Crepsley“ und vermisst seine Familie und alten Freunde. Beide kommen schließlich überein, sich wieder dem Cirque du Freak anzuschließen und mit den Artisten durch die verschiedenen Länder zu fahren. Auf diese Art soll Darren wieder neue Freunde finden.
Bei der Freak Show angekommen lernt Darren einige Personen kennen, die sich für sein späteres Leben als wichtig erweisen werden. Er trifft dort auf den Schlangenjungen Evra Von und Sam Grest, einen Jungen aus der Nachbarschaft. Sam möchte sich unbedingt der Freak Show anschließen und Evra und Darren versuchen, ihm dieses auszureden. Auch freundet sich Darren mit dem Inhaber der Freak Show, Hibernius Riesig, einem hünenhaften Menschen, an. Aufgrund seiner Körpergröße wird dieser von allen nur „Meister Riesig“ genannt.
Etwas später lernen die Freunde auch den Umweltaktivisten R. V. – die Abkürzung für „Reggie Veggie“ – kennen, der später eine tragische Rolle im Leben Darrens spielen soll. Alles läuft nun in Darrens Leben in geordneten Bahnen, bis der geheimnisvolle Salvatore Schick mit seinen Kleinen Kerlen im Lager auftaucht. Dieser lässt sich lieber mit Meister Schick Sal anreden, liebt es, das Blut von Säuglingen zu trinken und weltweite Katastrophen auszulösen. Darren erkennt schnell, dass dieser Mann durch und durch böse ist. Einer der Kleinen Kerle – es sind die geheimnisvollen Wesen mit blauen Kitteln – zieht ein Bein nach und wird später einer der besten Freunde Darrens. Salvatore Schick gibt die Kleinen Kerle in die Obhut von Evra Von und Darren Shan. Beide sind nun für die Versorgung der unheimlichen Wesen verantwortlich. Evra erzählte Darren, dass die Kleinen Kerle einfach alles essen … auch Menschen!
Evra weiß von dieser Tatsache, seit er eines Tages die Knochen eines im Lager verschwundenen Artisten bei den Essensresten der Kleinen Kerle entdeckte.
Darren wird immer schwächer, weil er sich standhaft weigert, Menschenblut zu trinken und so seine Menschlichkeit zu verlieren. Sein Vormund Larten Crepsley warnt ihn vor der Tatsache, dass er dadurch sterben könne. Als Sam Grest und Darren in einem alten Bahnhof spielen und sich gegenseitig über die Dachbalken einer alten Stellhalle jagen, wird Darren mitten im Lauf schwindelig und er stürzt in die Tiefe. Reflexartig kann er sich jedoch an einem Dachbalken festhalten und Sam rettet ihn, indem er Darren hinaufzieht. Daraufhin sichert Darren seinem Freund Sam zu, ihm jeden Wunsch erfüllen zu wollen. Sofort bringt dieser das Gespräch auf den Cirque de Freak. Sam Grest schlägt nun Darren eine Blutsbrüderschaft vor und beide schneiden sich mit Glasscherben in einen Finger. Kurz bevor beide ihr Blut austauschen, fällt Darren ein, dass sein Vampir-Blut für Sam nicht ungefährlich wäre. So weigert er sich letztendlich.
Darren hat nun die Idee, R. V. und Sam zu einer Aufführung des Cirque du Freak einzuladen. Der Inhaber Hibernius Riesig ist von dieser Idee nicht begeistert. Dieser kann in die Zukunft sehen und wusste demnach schon, dass dieses wieder zu neuen Problemen führen wird. Dennoch gibt er Darren zwei Eintrittskarten.
Sam ist von allem begeistert, was die Freak Show betrifft. Der Umweltaktivist R. V. aber ist nach dem Besuch erschüttert. Am meisten entsetzt ihn, dass die Spinne Madame Octa eine Ziege auf der Bühne tötet. Deshalb beginnt R. V. die Freak Show und deren Treiben zu beobachten. Er setzt sich auch mit den Bauern der Umgebung in Verbindung und findet heraus, dass seit einiger Zeit Tiere verschwinden. R. V. bringt dieses Verschwinden mit dem Cirque du Freak in Verbindung.
Kurze Zeit später überrascht R. V. seinen Freund Darren, als dieser ein ausgewachsenes Schaf tötet. R. V. droht diesem nun an, die Viehdiebstähle der Polizei zu melden. Hibernius Riesig hatte das schon geahnt und so beschließen alle, am nächsten Morgen die Gegend zu verlassen. Doch am Abend ertappt Darren R. V. dabei, wie er den Käfig des Wolfsmenschen öffnen will, eines der gefährlichsten Wesen in der ganzen Freak Show. Während eines Streitgespräches zwischen den beiden, fällt der Wolfsmensch R. V. an und beißt ihm beide Arme unterhalb des Ellenbogens ab. R. V. rennt schreiend in den nächsten Wald. Darren rechnet damit, dass sich der Wolfsmann auf ihn stürzen würde, doch zu seiner Erleichterung läuft er hinter einem der Wagen.
Darren will nun wieder in das Zirkuszelt gehen, da stolpert er über einen Rucksack. Dieser gehört Sam Grest und Darren weiß nun, dass sich sein Freund in akuter Lebensgefahr befindet. In der Ferne hört er den Wolfsmann heulen und beschließt, seinem Freund zu helfen. Auf dem alten Bahnhof findet er Sam und beide werden vom Wolfsmann überrascht. In einem Handgemenge schlägt der Wolfsmann Darren k.o. und nach einer kurzen Verfolgungsjagd gelingt es ihm, Sam Grest zu fassen. Er beginnt nun, diesen bei lebendigem Leibe aufzufressen.
Darren und der herbeigeeilte Larten Crepsley können den Wolfsmann überwältigen, aber Sam Grest liegt bereits im Sterben. Da erinnert der Vampir Darren daran, dass Vampire im Allgemeinen die Erinnerungen derjenigen aufnehmen, deren Blut sie trinken.
So kommt es, dass Darren Shan nun doch das Blut eines Menschen trinkt, das Blut seines Freundes Sam. Sam wird von ihnen beerdigt und Darren muss damit leben, einem Menschen das Leben genommen zu haben.

### Die dunkle Stadt
Darren Shan hat Gefallen am Leben im Cirque de Freak gefunden. Er genießt es inzwischen, mit den Artisten zusammen zu leben. Er hat sogar akzeptiert, dass er als Halbvampir regelmäßig Menschenblut trinken muss. Auch können Larten Crepsley und er sich nun richtig gut leiden und Darren hat den Vampir als Lehrmeister akzeptiert.
Eines Tages kommt der Obervampir Gavner Purl ins Lager, um seinen Freund Larten Crespey zu besuchen. Dieser merkt daraufhin an, dass er den Besuch eines „Oberen“ schon erwartet habe, da er Darren ja nicht ewig verstecken könne. Gavner Purl erkennt nun in Darren einen Halbvampir und ist auf seinen Freund Larten wütend, da es den Vampiren verboten ist, so junge Gehilfen anzuzapfen. Beide ziehen sich zu einem langen Gespräch in Crepsleys Unterkunft zurück. Als Larten Crespley und Gavner Purl nach Stunden wieder zu den anderen stoßen, ist Crespley sichtlich nachdenklich. Gavner Purl erzählt Darren auf einem Spaziergang, dass Larten Crepsley einst ein einflussreicher Obervampir war, der kurz vor der Ernennung zum Vampir-Fürsten stand, und dass er wohl bald von der Freak Show weggehen werde. Kurze Zeit später verlässt Purl die Freak Show, um in den „Berg der Vampire“ zurückzukehren.
Am nächsten Morgen brechen auch Darren und der Vampir Crepsley auf. Sie ziehen in eine Stadt, in der seit einiger Zeit geheimnisvolle Morde geschehen. Begleitet werden sie vom Schlangenjungen Evra Von, der tagsüber auf Darren aufpassen soll. Darren lernt in dieser Stadt kurz vor Weihnachten zufällig Debbie Schierling kennen. Daraufhin unternehmen beide viel zusammen und er verliebt sich in Debbie. Darren vermutet, durch eine TV-Sendung, in Larten Crepsley den gesuchten Mörder. Evra Von und Darren beobachten den Vampir von nun an regelmäßig auf seinen abendlichen Touren. Sie beschließen, den Vampir sofort zu töten, wenn dieser wirklich der Mörder sein sollte. Eines Abends fällt Darren Larten Crepsley in einer alten Schlachterei an, weil er dadurch das Leben eines Menschen retten will. Doch dann erfährt Darren, dass nicht Crepsley der Mörder ist, sondern ein rotgesichtiges Wesen, das Vampir-ähnliche Fähigkeiten besitzt. Nun gesteht Larten Crepsley Darren, dass er in dieser Stadt als Mensch gelebt hatte. Außerdem erzählt er Darren erstmals von den rotgesichtigen Verwandten der Vampire, den Vampyren: Diese hatten sich vor ca. 600 Jahren von den Vampiren getrennt und waren zur eigenen Rasse geworden. Im Gegensatz zu den Vampiren töten Vampyre jedes ihrer Opfer. Mit Murlough, dem rotgesichtigen Wesen aus der Schlachterei, trieb sich ein verrückter Vertreter der Vampyre in der Stadt herum.
Murlough gelingt es auf seiner Flucht, den Schlangenjungen Evra Von zu entführen und in sein unterirdisches Versteck zu verschleppen. Darren bringt es ein paar Tage später durch einen Trick fertig, sich ebenfalls gefangen nehmen zu lassen. Im Versteck schlägt er Murlough einen Handel vor: Gegen die Freigabe Evras würde er ihm seine Freundin Debbie ausliefern. Murlough stimmt begeistert zu, zumal er wie alle Vampyre (und Vampire) kein Schlangenblut verträgt. In Debbies Kinderzimmer gelingt es Crepsley, Murlough zu töten. Dadurch müssen sie sich jedoch vor den Vampyren in Acht nehmen, die den Mord rächen würden. Deshalb lassen sie Murloughs Leiche verschwinden und begeben sich mit Evra Von wieder in den Cirque du Freak.

### Der Berg der Vampire
Alle 12 Jahre findet im Berg der Vampire das große Konzil der Vampire statt. Larten Crepsley beschließt, Darren dem Konzil vorzustellen. Kurz vor der Abreise taucht der gefürchtete Meister Schick im Lager auf. Dieser besteht darauf, dass zwei Kleine Kerle die beiden zum Berg der Vampire begleiten. Einer davon ist Lefty, der hinkende Kleine Kerl.
Die Kleinen Kerle haben eigentlich keine Namen, doch Evra Von und Darren gaben dem Hinkenden diesen Namen, da sie ihn von den anderen eindeutig unterscheiden können.
Auf dem Weg zum Berg der Vampire treffen sie auf Gavner Purl, der sich ihnen anschließt. Auch schließt sich der Gruppe ein Rudel Wölfe an, die sich vor allem mit Darren anfreunden. Dem Rudelführer gibt Darren den Namen Blitz und dessen frechem Jungen den Namen Rudi. Eines Tages wird Darren von einem Bären angegriffen. Darren kann den Bären zwar töten, es stellt sich aber heraus, dass dieser sich mit Vampyr-Blut vergiftet hat. Die Vampire machen sich auf die Suche nach dem Vampyr und stoßen auf ein von Bären verwüstetes Vampyr-Grab.
Beunruhigt brechen die Vampire auf den Weg zum Konzil auf. Obwohl die Kleinen Kerle sonst nie geredet haben, stellt sich Lefty nun Darren und seinen Freunden als  Harkat Mulds vor. Harkat erzählte ihnen, er solle dem Vampir-Konzil eine Nachricht Schicks überbringen: „Die Nacht des Lords der Vampyre ist nahe.“
Im Berg der Vampire angelangt macht Darren die Bekanntschaft von Kurda Smahlt, einem sehr jungen Obervampir, der kurz vor seiner Ernennung zum Fürsten steht. Kurda hat den innigen Wunsch, Vampire und Vampyre wieder zu vereinen und trifft sich seit längerer Zeit regelmäßig mit letzteren. Aber Darren macht auch die Bekanntschaft mit Seba Nile, dem 700 Jahre alten Quartiermeister des Berges. Seba war einst der Mentor von Larten Crepsley und schließt Darren sofort in sein Herz. Kurda Smahlt nimmt Darren auf eine Besichtigungstour durch den Berg der Vampire mit. In einem abgelegenen Teil treffen die beiden auf eine besondere und geheimnisvolle Menschenrasse, die die Vampire als die „Hüter der Blutes“ bezeichnen. Aufgabe der Hüter ist es, verstorbene Vampire zu verbrennen. Als Lohn dafür verlangen sie die Eingeweide und das Gehirn des verstorbenen Vampirs, die sie verzehren. Als Gegenleistung für ihr Wohnen im Vampir-Berg geben die Hüter ihr Blut den Vampiren.
Während einer Vampir-Feier nimmt Darren an einem Stockkampf auf Planken teil: Seine Gegnerin ist die bis dahin ungeschlagene Vampirin Arra Sails. Später erfährt Darren, dass sie einst die Gefährtin von Larten Crepsley war. An diesem Abend freundet er sich auch mit dem einäugigen Vanez Blane an, dem obersten Wettkampfaufseher und Ausbilder der zukünftigen Obervampire.
Als Darren Shan den Vampir-Fürsten Paris Skyle, dem mit über 800 Jahren ältesten noch lebenden Vampir, Mika Ver Lerth und Pfeilspitze offiziell vorgestellt wird, sind diese vom jugendlichen Alter Darrens nicht besonders begeistert. Die Fürsten beschließen im Einvernehmen mit Larten Crepsley und Darren, diesen bei den „Einweihungsprüfungen“ – welche eigentlich nur für zukünftige Obervampire vorgesehen sind – auf die Probe zu stellen. Sollte Darren diese Prüfungen bestehen, dann würden die Vampire Crepsleys Entscheidung gutheißen und Darren als Vampir anerkennen.
Doch Darren wird von Kurda Smahlt zu spät darauf hingewiesen, dass ein Scheitern oder Abbrechen der Prüfungen seinen Tod bzw. seine unmittelbare Hinrichtung bedeuten wird.

### Die Prüfungen der Finsternis
Darren hat nun die „Einweihungsprüfungen“ vor sich und wird von seinen Freunden Vanez Blane und Arra Sails darauf vorbereitet. Bei den Prüfungen ist vorgesehen, dass immer ein Vampir-Fürst anwesend ist.
Die erste Prüfung Darrens besteht darin, aus einem Wasser-Labyrinth  –  einem steinernen Irrgarten, der langsam mit Wasser voll läuft – zu entkommen. Hinzu kommt, dass Darren einen Felsbrocken mitschleppen muss. Der „Nadelpfad“ ist die zweite Prüfung. Darren muss dort eine Tropfsteinhöhle durchqueren, die aus brüchigen Stalagmiten und Stalaktiten besteht. Die dritte Prüfung findet in der „Flammenhalle“ statt, wo Darren in einem Raum verschiedenen Feuerstößen aus dem Boden ausweichen muss.
Er besteht all diese Prüfungen, wenn auch mit schwersten Verbrennungen. Die vierte Prüfung, der sich Darren unterziehen muss, sind die „Rasenden Eber“. Bei dieser Prüfung muss Darren sich zwei Ebern stellen, die mit Vampir-Blut verseucht und verrückt gemacht wurden. Gesundheitlich von der letzten Prüfung angeschlagen, gelingt es Darren einen der Eber zu töten. Der andere setzt Darren aber so sehr zu, dass er die Prüfung zu verlieren droht. Da greift der Kleine Kerl Harkat Mulds ein und rettet Darren das Leben, indem er den zweiten Eber tötet.
Mit dem Eingreifen Harkats hat Darren aber offiziell bei den Prüfungen versagt und es steht nun seine unmittelbare Hinrichtung bevor. Die Fürsten ziehen sich zu einer Beratung zurück, in der es darum geht, ob nach geltendem Vampir-Recht eine Möglichkeit besteht, Darrens Leben zu retten. Während die Vampir-Fürsten über Darrens Schicksal beraten, taucht Kurda Smahlt in Darrens Schlafkammer auf. Er überredet ihn, aus dem Berg zu fliehen und so seinem Schicksal zu entkommen. Kurda bietet sich Darren gar als Führer an, um diesen durch die unterirdischen Gänge nach draußen zu bringen. In seiner Todesangst stimmt Darren zu. Unterwegs stößt der Obervampir Gavner Purl zu ihnen, der ihnen wütend gefolgt ist. Kurda kann seinen Freund dazu überreden, Darren entkommen zu lassen und sagt, er würde sich selbst nach seiner Wahl zum Fürsten als dessen Fluchthelfer offenbaren.
In einer Nebenhöhle treffen die drei Freunde auf eine Horde Vampyre, die sich dort eingeschlichen hat: Darren wird von Kurda und Gavner weggeschickt und beide Obervampire nehmen den Kampf mit den Eindringlingen auf. Darren schleicht sich aber wieder zurück und muss mit Entsetzen miterleben, wie Kurda Smahlt Gavner Purl umbringt und den Anführer der Vampyre als einen alten Bekannten begrüßt. Darren erkennt jetzt, dass die Vampyre auf Geheiß Kurdas im Berg der Vampire sind und die Vampir-Fürsten nach der Ernennung Kurdas töten wollen.
Als er entdeckt wird, verfolgen Kurda und die Vampyre Darren durch die unterirdischen Höhlen. Der aber stürzt sich schließlich in einen unterirdischen Fluss und lässt sich über einen Wasserfall nach draußen treiben.

### Der Fürst der Vampire
Darren Shan ist die Flucht aus dem Berg der Vampire gelungen. Es ist mittlerweile Winter.
Schwer verletzt flüchtet sich Darren in die Wälder und trifft dort auf das Wolfsrudel, das ihn seinerzeit zum Berg der Vampire begleitet hatte. Darren wird in das Rudel aufgenommen und gesund gepflegt. Eines Abends beobachtet Darren einen Suchtrupp der Vampire, der aus Larten Crepsley, Arra Sails und dem Verräter Kurda Smahlt sowie zwei weiteren Vampiren besteht.
Darren beschließt, wieder in den Berg der Vampire zurückzukehren und die Vampire vor Kurda zu warnen. Mit der Hilfe von zwei Jungwölfen und einer alten Wölfin gelangt Darren wieder in den Berg und kann sich dort mit Seba Nile treffen: Diesem erzählt er alles, was er von Kurda und den Vampyren weiß. Darren und Seba arbeiten nun einen Plan aus, um Kurdas Ernennung zum Fürsten zu verhindern und dessen Verrat aufzudecken.
Am selben Abend versteckt sich Darren in der Fürstenhalle und wartet darauf, dass die Fürsten mit der Zeremonie beginnen. Als Kurda kurz vor der Ernennung zum Fürsten steht, sprengt Darren diese. Kurda gesteht sofort seinen Verrat und den Mord an seinem Freund Gavner Purl. Daraufhin werden er und seine Helfer verhaftet und abgeführt.
Die Vampir-Fürsten arbeiten zusammen mit Darren einen Plan zur Vernichtung der sich im Berg befindlichen Vampyre aus. Darren hat die Idee, diese mit den im Berg zahlreich vertretenen Spinnen zu überraschen und mit kleinen Vampir-Trupps anzugreifen. Nach blutigen Kämpfen, bei denen auch Darren einen sehr jungen Vampyr tötet, können die Vampire siegen. Die etwa 30 Vampyre werden alle getötet, aber auch für die Vampire sind die Verluste hoch: Arra Sails wird getötet und Vanez Blane verliert das zweite Auge, so dass er nun völlig blind ist. Darren ist über die Grausamkeit des Krieges entsetzt und beginnt Kurda zu verstehen.
Nach der Schlacht gegen die Vampyre beginnt Kurdas Prozess: Er gesteht, die Vampyre in den Berg geführt und die Ermordung der Fürsten geplant zu haben, weil er einen Krieg zwischen den Vampiren und Vampyren verhindern wollte. Ein Krieg wäre laut Kurda völlig sinnlos, da der Fürst der Vampyre bereits vor ca. einem halben Jahr erschienen sei. Aber nicht alle Vampyre stünden auf dessen Seite, so dass Kurda schnell Verbündete aus dem Lager der Vampyre gewinnen konnte.
Darren Shan wird nun anstelle Kurdas zum Vampir-Fürsten ernannt und so nachträglich von seiner Hinrichtung verschont. Als Kurda schließlich als Verräter unehrenhaft hingerichtet wird, weint Darren um seinen Freund.

### Die Prophezeiungen der Dunkelheit
Darren ist seit 14 Jahren ein Halbvampir und wurde vor sechs Jahren zum Vampir-Fürsten ernannt. Als sein Vormund und Berater fungiert Larten Crepsley, jener Vampir, der Darren damals angezapft hatte. Beide sind inzwischen sehr enge Freunde und Crepsleys Einfluss im Berg der Vampire ist fast so groß wie der eines Fürsten.
Seit sechs Jahren tobt „der Krieg der Narben“ – benannt nach den Narben an den Fingerkuppen, an denen sowohl Vampire als auch Vampyre zu erkennen sind – der grausame Vernichtungskrieg zwischen den Vampiren und den verwandten Vampyren. Salvatore Schick, ein geheimnisvoller Ränkeschmied, hatte einst den Vampyren prophezeit, dass diese unter der Führung ihres Lords das Geschlecht der Vampire auslöschen und selbst zu den wichtigsten Geschöpfen der Nacht aufsteigen könnten. So beginnen sie Menschen für ihren Kampf gegen die Vampire anzuwerben. Diese nennen sich Vampets und sind im Kampfstil der Vampyre ausgebildet worden. Die Vampets dürfen Schusswaffen benutzen, welche von Vampiren und Vampyren als unehrenhaft angesehen werden.
Darrens Freund Harkat Mulds leidet seit einiger Zeit unter starken Albträumen, in denen Drachen, Schattenmänner und eine unwirkliche Landschaft eine Rolle spielen. Eines Nachts taucht Salvatore Schick im Berg der Vampire auf und offenbart diesen, dass eine Niederlage der Vampire abzuwenden sei: Drei Vampiren sei es gestattet, den Lord der Vampyre zu töten. Einer dieser Vampire sei Larten Crepsley, der andere Darren Shan. Der dritte Vampir würde sich ihnen auf ihrer Wanderschaft anschließen. Schick bietet Harkat an, ihn von seinen Albträumen zu befreien. Dieser müsse nur mit ihm kommen. Harkat entschließt sich aber dagegen und begleitet seine Freunde, zumal Salvatore Schick bekräftigt, dass damit die Chancen der Vampire steigen würden. Schick rät den Vampiren, bei seiner Tochter Lady Evanna, einer Hexe, die Suche nach dem Lord der Vampyre zu beginnen.
Die Vampire und Harkat brechen auf. Doch während der Wanderung bricht bei Darren die erste Stufe der „Purifikation“ aus, in der das Vampir-Blut in Darren dessen menschliches Blut langsam umwandelt. Am Schluss würde Darren dann ein vollwertiger Vampir sein. Darren hat zu der Zeit das Aussehen eines etwa 15-jährigen Teenagers.
Als sie in einer Stadt sind, fällt Darren in einem Laden ein Mann auf, der ihn anscheinend als Vampir erkennt. Die Freunde verlassen die Stadt und bemerken rasch, dass sie von drei oder vier Menschen verfolgt werden. Sie stellen sich in einem dichten Wald schlafend und werden von den Menschen angegriffen. Da taucht der dritte Vampir-Fürst, Vancha March, auf und hilft ihnen im Kampf gegen die Menschen. Diese stellen sich später als Vampets heraus.
Gemeinsam brechen die Vampire und Harkat wieder auf, um Lady Evanna aufzusuchen. Eines Mittags überrascht Darren Vancha, wie er sich fertig macht, um in der prallen Mittagssonne einen Spaziergang zu machen. Vancha March erklärt ihm, dass er einen Feldzug gegen die Sonne führe und sich schon seit 100 Jahren regelmäßig den Sonnenstrahlen aussetze.
Bei Evanna angelangt, beschließen die Freunde, sich dem Cirque du Freak anzuschließen. Lady Evanna erklärt sich bereit, mit ihnen zu kommen. Evanna erzählt Darren und dessen Freunden ihre Lebensgeschichte. Sie erwähnt, dass sie die Tochter Salvatore Schicks ist und noch einen Zwillingsbruder hat, der aber als verschollen gilt. Auch sei sie mit den Vampiren und Vampyren nahe verwandt und könne als einzige von ihnen auf natürlichem Wege Kinder bekommen. Ihre Nachfahren würden die mächtigsten Blutsauger der Welt werden, da sie auch am Tag existieren könnten. Deshalb würde Evanna seit Jahrhunderten von den Sippen der Vampire und Vampyre umgarnt, Kinder mit ihnen zu zeugen. Aber sie habe sich noch nicht entschieden, welche Sippe sie bevorzugen würde und zählt sich im Krieg der Vampire und Vampyre zu den Neutralen. Evanna erzählt Darren und seinen Freunden noch, dass die Vampire insgesamt vier Chancen hätten, den Lord der Vampyre zu töten.
Auf dem Weg zum Cirque du Freak lindert Evanna Harkats Albträume und erzählt Darren verbotenerweise, dass auch er eines Tages der „Herr der Schatten“ sein könnte, der aus dem Krieg zwischen Vampiren und Vampyren geboren würde. Im Cirque du Freak trifft Darren auf seinen alten Jugendfreund Evra Von, der inzwischen mehrfacher Vater ist. Später folgt eine längere Unterredung Evannas mit Meister Riesig. Darren verfolgt sie, als sie abends das Lager verlässt. In der Nähe trifft sie sich mit einer kleinen Horde von Vampyren, die von einem Diener begleitet werden.
Darren holt seine Freunde und gemeinsam greifen sie die Vampyre an. Ein großer Vampyr versucht mit dem Diener zu fliehen, da nimmt Vancha die Verfolgung auf. Er kann schließlich beide stellen, muss aber mit Entsetzen feststellen, dass es sich bei dem Vampyr um seinen Bruder Gannen Harst handelt. So lässt Vancha seinen Bruder und den Diener entkommen.
Als sie in ihr Lager zurückkehren, erzählt Vancha March Darren, dass er einst Vancha Harst hieß und ein Halbvampyr war. Paris Skyle zapfte ihn jedoch noch einmal an und wandelte dadurch sein Vampyrblut um. Aber die Umwandlung von Vampyrblut in Vampirblut war für beide sehr gefährlich und hätte auch den Tod bedeuten können. Die Freunde besprechen nun die Flucht Gannens mit dem Diener. Da kommt Harkat Mulds darauf, dass es kein Diener, sondern der verkleidete Lord der Vampyre gewesen ist, der mit Gannen Harst geflohen war. Die Vampire haben ihre erste Chance zum Töten des Vampyr-Lords verpasst. March bricht daraufhin zum Berg der Vampire auf, um diese auf die neue Situation vorzubereiten und die restlichen Jäger gehen erneut ohne ein festes Ziel fort.

### Die Verbündeten der Nacht
In Larten Crepsleys Heimatstadt geschehen abermals zahlreiche mysteriöse Morde. So beschließen Mr. Crepsley, Darren Shan und Harkat Mulds dorthin zu gehen, um die Morde aufzuklären. Sie vermuten Vampyre, die abtrünnigen Verwandten der Vampire als Mörder.
Sie wohnen unter dem Namen „Horston“ in einem Hotel und ziehen Nacht für Nacht los, um die Bürger der Stadt zu beschützen. Doch da tauchen unvorhergesehene Probleme in Form von Mr. Blaws auf: Er ist Beamter des Schulamtes und will wissen, warum „Darren Horston“ nicht zur Schule geht. Darren und Larten sind überrascht, zumal Mr. Blaws lückenlose Anmeldepapiere und Lebensläufe vorweisen kann. Nach einer Prüfung kommen beide darin überein, dass das perfekte Fälschungen sind, dürfen sich aber nicht verraten. So beschließt Darren, offiziell als 15-jähriger Schüler, erneut die Schulbank zu drücken. Am ersten Schultag im „Mahler“, der neuen Schule Darrens, trifft er auf seine Jugendliebe Debbie Schierling, die inzwischen Lehrerin ist und Darrens Klasse in Englisch unterrichtet. Sie ist erstaunt, dass Darren noch so jugendlich aussieht, obwohl beide ungefähr das gleiche Alter haben. Darren erzählt ihr etwas von einer Krankheit, die ihn langsamer altern lässt.
Schnell wird offenbar, dass Darren in allen Fächern rückständig ist. Debbie gibt ihm daher Nachhilfeunterricht. Nach einer Nachhilfestunde wird Darren auf dem Weg ins Hotel von einem ominösen Vampyr angegriffen, der anstelle seiner Unterarme jeweils einen silbernen und goldenen Haken trägt. Der Vampyr erinnert ihn an jemanden, aber Darren kann ihn wegen seines vermummten Gesichtes nicht genau erkennen und auch dessen Stimme nicht einordnen. Während des folgenden Handgemenges wird Darren plötzlich von einem grauhaarigen, athletisch gebauten Mann unterstützt, der sich kurz darauf als Steve Leonard herausstellt. Steve erzählt Darren, dass er ihm und Larten Crepsley inzwischen verziehen hätte und nun auch die Vampire nicht mehr hassen würde. Anstelle eines Vampir- sei er Vampyr-Jäger geworden und habe auch schon sechs von ihnen ausgeschaltet. Steve rät Darren, er solle seine Freundin Debbie anrufen und warnen, da er Vampyre in dieser Gegend gesehen habe.
Debbie folgt widerstrebend Darrens Vorschlag, kurzzeitig umzuziehen. Da erfährt sie am nächsten Tag, dass ihre Nachbarn auf grausame Art und Weise umgebracht wurden. Und als ein paar Tage später einige Klassenkameraden Darrens ermordet werden, beschließen Steve, Darren und Harkat Mulds den Kampf gegen die Vampyre aufzunehmen. Darren lädt Debbie in Steves Unterschlupf ein und erzählt ihr die ganze Wahrheit über sich und die Morde. Debbie beschließt, Darren und seine Freunde zu unterstützen. Wenig später stoßen noch Larten Crepsley und Vancha March zu der kleinen Truppe. Da stellt sich heraus, dass der Vampir Crepsley Steve Leonard immer noch misstraut und ihm unterstellt, durch und durch böse zu sein. Doch Darren kann ihn mit Harkats Hilfe umstimmen.
Jede Nacht ziehen die Verbündeten los, auf der Suche nach dem Vampyr mit den Hakenarmen. Eines Nachts entdeckt Harkat diesen. Steve schießt mit einem Pfeilgewehr auf ihn und verwundet den Vampyr am Bein. Gemeinsam nehmen sie die Verfolgung des Verletzten auf. Als der Vampyr in der Kanalisation verschwindet, folgen ihm Darren und seine Freunde. Doch in einem anscheinend neuen Teil der Kanalisation sind Darren und seine Freunde plötzlich von neun Vampyren und 14 Vampets umstellt. Den Anführer identifiziert Darren als Bruder seines Freundes Vancha: Gannen Harst.
Darren hat nun die Gelegenheit, sich den armlosen Vampyr genauer anzusehen. Und plötzlich erkennt er in ihm den einstigen Umweltaktivisten R. V. wieder. Dieser wurde inzwischen von den Vampyren aufgenommen und angezapft. Als Halbvampyr deutet R. V. seinen Namen nun auch als „Rechtschaffener Vampyr“. Auf die Frage, wer sich diese Falle ausgedacht habe, erklärt Steve Leonard, dass er es war und gibt sich voller Stolz als Verbündeter der Vampyre zu erkennen.
Steve nimmt Darrens Freundin Debbie als Geisel. Als Steve Debbie an R. V. übergibt, gelingt es Darrens Freunden noch, Steve und einen der Vampets als Geisel zu nehmen. Da Gannen Harst die Vampire ohne Probleme besiegen könnte, dabei jedoch große Verluste befürchtet, bietet er den Vampiren einen Vorsprung von 15 Minuten an, da er davon ausgeht, sie in den Tunneln leichter töten zu können. Die Flucht durch die Kanalisation beginnt.

### Die Flammen der Verdammnis
Darren Shan und seine Freunde Larten Crepsley, Vancha March und Harkat Mulds – ein Kleiner Kerl, den der mächtige Ränkeschmied Salvatore Schick erschaffen hat –  haben sich, nach der erfolgreichen Flucht durch die Kanalisation, mit ihren Geiseln Steve Leonard, einem Verbündeten der Vampyre, und einem Vampet namens Mark Ryter, einem menschlichen Söldner der Vampyre, in Steves Unterschlupf zurückgezogen. Während Vancha den Vampet in einem der Nebenzimmer foltert und infolgedessen auch umbringt, beratschlagen sich die Freunde. Steve Leonard gibt nun zu, wie R. V. ein Halbvampyr zu sein. Steve erzählt Darren und seinen Freunden auch, dass er es war, der die Schulunterlagen gefälscht und Darren in der Schule angemeldet hat. Plötzlich bemerken sie, dass das Haus von Polizisten und Sondereinsatzkommandos umstellt ist.
Darren und seine Freunde beschließen zu fliehen. Sie springen aus einem Fenster des fünften Stockwerkes. Dabei verstaucht sich der Vampir Larten Crepsley jedoch den Fuß. Vancha March gelingt es, die Kommissarin Alice Burgess zu entführen und sich mit dieser abzusetzen. Darren Shan, Larten Crepsley und Harkat Mulds lassen sich verhaften, zumal der Sonnenaufgang ansteht, der Larten Crepsley im Freien vernichten könnte.
Darren, Larten Crepsley und Harkat werden in Einzelzellen gesperrt, indes kommt Steve auf die Krankenstation. Während eines Verhörs, das unter anderem auch vom Polizisten Morgan James geführt wird, bricht Steve Leonard aus dem Gefängnis aus und tötet dabei zwei Menschen. Danach erklärt Morgan sich bereit, sich von Darren niederschlagen und diesen entkommen zu lassen. Darren schlägt Morgan k.o. und beschaut sich dessen Kopf genauer. Dabei entdeckt er über den Ohren ein großes in die Kopfhaut eintätowiertes „V“ … das Symbol der Vampets.
Über das Belüftungssystem kann Darren auch seine Freunde befreien und sie entkommen. Die Polizei nimmt jedoch schnell die Verfolgung auf. Da kommen neue Probleme auf die Flüchtigen zu: Dem Vampir Larten Crepsley ist es unmöglich, der Sonne lange ausgesetzt zu sein, da das seinen Tod bedeuten würde.
Darren beschließt, in einem nahe gelegenen Kaufhaus Sonnencreme zu besorgen. Dort sieht er in einem Fernseher sein Bild, verbunden mit der Meldung, dass er einer kriminellen Mörderorganisation namens „Die Vampire“ angehören solle. Auf Grund dieser Fernsehmeldung wird er von einigen Menschen erkannt. Das führt dazu, dass die Vampire nicht nur vor der Polizei, sondern auch vor einem mordsüchtigen Mob fliehen müssen. Zu Steves Plan gehört es, Larten Crepsley zu quälen und so lässt er alle Zugänge zur rettenden Kanalisation von den Vampets bis zum Sonnenuntergang versperren. Schließlich können sich Darren, Larten und Harkat in einem alten Silo verstecken.
Am Abend betreten die drei Freunde die Kanalisation, wo sie wenig später auch auf Vancha March und Alice Burgess treffen. Vancha hatte der Kommissarin bis dahin alles vom Kampf der Vampire gegen die Vampyre erzählt. Auch wenn sie ihm kein Wort glaubt, stellt sie sich als kurzfristige Verbündete zur Verfügung. In einem neu angelegten Raum treffen die Vampire auf eine neue Falle von Steve Leonard: In der Mitte des Raumes befindet sich eine tiefe Grube mit angespitzten Holzpfählen. Die Grube kann nur mit einem Seil überwunden werden. Da tauchen am anderen Ende die Vampyre mit Steve und R. V. auf. Steve und R. V. verhöhnen Darren und dessen Freunde. Gannen Harst schlägt nun vor, dass Darren mit Steve und dem Lord der Vampyre um Debbie Schierling kämpfen solle. Sollte Darren den Kampf gewinnen, wären alle frei.
Urplötzlich greift Vancha March die Vampyre an, die die Grube mit Benzin entzündet haben.
In der allgemeinen Verwirrung gelingt es schließlich Larten Crepsley scheinbar, den Lord der Vampyre zu töten.
Steve Leonard aber stürzt ihn in die brennende Grube, was seinen Tod zur Folge hat. Doch Steve will Darren noch nicht sofort töten: Aus Rache will er Darren leiden sehen und so vertraut Steve Darren sein größtes Geheimnis an: Der Lord der Vampyre ist kein Geringerer als Steve Leonard selbst.
Doch bevor Darren diese Nachricht seinen Freunden verraten kann, wird er von Gannen Harst mit dessen Atem betäubt. Darren fällt in eine stundenlange Ohnmacht. Später treffen sie auf dem Rückweg auf die Hexe Evanna, die sich von ihrem Freund Larten Crepsley verabschieden möchte.
Darren und Harkat Mulds beschließen, sich wieder dem Cirque du Freak hinzuzugesellen. Debbie Schierling und Alice Burgess versuchen, ihr altes Leben wieder aufzunehmen. Doch erhält Alice von Evanna einen geheimnisvollen Zettel, den sie erst lesen darf, wenn Debbie und sie sich über ihre Zukunft sicher sind.

### Der See der Seelen
Harkat Mulds und Darren Shan haben sich wieder der Freak Show, dem Cirque du Freak, angeschlossen. Doch sind Harkats Albträume derart schlimm geworden, dass er kaum noch schlafen kann.
Eines Tages tauchen im Lager die ehemalige Kommissarin Alice Burgess und Darrens Jugendliebe Debbie Schierling auf. Sie bitten Darren und Harkat darum, sie zum Berg der Vampire zu begleiten. Beide konnten sich nach den vergangenen Ereignissen nicht mehr in ihren bürgerlichen Berufen zurechtfinden und beschlossen deshalb, sich die Erlaubnis der Vampir-Fürsten für menschliche Hilfstruppen im Kampf gegen die Vampyre zu holen. Den aktuellen Lagerplatz des Cirque du Freak erfuhren sie durch jenen geheimnisvollen Zettel, den Alice Burgess von der Hexe Evanna erhalten hatte.
Wider Erwarten taucht Salvatore Schick auf, um Harkat Mulds von seinen Albträumen zu befreien. Dafür muss Harkat herausfinden, wer er vor seinem Tod war. Darren soll nach Harkats Willen Debbie und Alice begleiten. Doch Darren entscheidet sich dagegen und begleitet Harkat und Salvatore Schick durch ein magisches Tor in eine andere, unwirkliche Welt.
In dieser Welt erzählt Schick den beiden, dass sie gegen einen Panther kämpfen müssen und dann einen See, den geheimnisvollen „See der Seelen“ aufsuchen sollten. Dort würde Harkat Mulds erfahren, wer er vor seinem Tod gewesen ist. Nach dieser Rede verschwindet Salvatore Schick und überlässt die beiden ihrem Schicksal.
Harkat Mulds und Darren machen sich nun auf ihren gefahrvollen Weg zum See der Seelen. In einem Urwald treffen sie auf einen Panther, den die beiden nur mit List und Tücke besiegen können. Nach ihrem Sieg über den Panther finden Harkat und Darren Hinweise Salvatore Schicks, die auf Harkats mögliche Herkunft hinweisen. An einem See, wo beide die größte Kröte der Welt überlisten müssen, treffen Harkat und Darren auf Lady Evanna. Die Tochter Schicks begleitet sie ein Stück und hilft ihnen auch, am Ufer eines großen Sees ein Floß aus einem alten Schiffswrack, das sie am Ufer finden, zu bauen.
Auf der Überfahrt zum anderen Ufer werden Harkat und Darren von einem riesigen Drachen angegriffen. Diesen Angriff überleben die beiden nur durch einen Zufall.
Am anderen Ufer treffen die beiden auf Spits Abrams, einem ehemaligen Piraten. Spits scheint ein Geheimnis zu umgeben. Er erklärt sich aber bereit, die beiden zu begleiten.
Alle drei machen sich auf zum „Tempel des Grotesk“. Dort angelangt beobachten sie, wie die „Kulashka“ (eine dort lebende, den „Hütern des Blutes“ ähnliche Menschenrasse) einen Jungen an ein schlangenähnliches Monster opfern.
Darren und Harkat schleichen sich später in den Tempel und stehlen dort einige Flaschen Schlangengift. Nachdem Spit Abrams einige Kulashkas tötete, löst er versehentlich eine Explosion aus. Harkat, Darren und Spits brechen in den Boden ein und entdecken einen unterirdischen Gang. Am Ende des Ganges stoßen sie auf eine Tür, hinter der sich ein volleingerichtetes Zimmer befindet. Dort übernachten sie, um am nächsten Morgen zum See der Seelen aufzubrechen. Nach einem kurzen Marsch erreichen sie diesen.
Am See der Seelen angelangt müssen sie feststellen, dass er den Drachen als Lager dient. Mit Hilfe des explosiven Schlangengiftes können sie die Drachen kurzfristig vertreiben. Nun stellt sich heraus, dass Spits Abrams in seinem früheren Leben nicht nur Pirat, sondern vor allem Kannibale gewesen ist, doch der Feuerstoß eines Drachen tötet Spits. Harkat fischt daraufhin seine frühere Seele aus dem See … so steht er schließlich dem Vampir-Verräter Kurda Smahlt gegenüber und erinnert sich nun an alles.
Auf einmal taucht wie aus dem Nichts Salvatore Schick auf und stellt Harkat und Kurda vor die Wahl, sich für den endgültigen Tod oder für das Leben zu entscheiden, denn da sich Harkat Mulds und Kurda Smahlt eine Seele teilen, ist einer von ihnen zum Sterben verurteilt. Kurda entschließt sich aus freien Stücken, Harkat das Leben zu ermöglichen und nimmt dadurch seinen endgültigen Tod in Kauf.
Harkat Mulds und Darren kehren in ihre Zeit zurück und Harkat erzählt seinem Freund von seiner Vermutung, dass sie beide nicht in der Vergangenheit, sondern in der Zukunft waren. Die unwirkliche Landschaft und die Drachen waren das Ergebnis des „Kriegs der Narben“, des Krieges zwischen Vampiren und Vampyren.

### Der Herr der Schatten
Darren Shan leidet unter Albträumen: Er sieht sich als einzigen Überlebenden des „Kriegs der Narben“ und entweder seinen einstigen besten Freund Steve Leonard oder sich selbst als „Herrn der Schatten“.
Der Cirque du Freak, mit dem Darren und seine Freunde umherziehen, gastiert in einer größeren Stadt. Als Nächstes wollen sie nach 18 Jahren erneut in Darrens Heimatstadt einkehren und Hibernius Riesig, der Besitzer der Freak Show, empfiehlt Darren, nicht mitzukommen. Dieser ist hin- und hergerissen, doch er entschließt sich, mitzugehen.
In Darrens Heimatstadt angekommen feiern die Zirkusleute den achten Geburtstag von Shancus, dem ältesten Sohn Evras. Shancus Von wurde von seinem Vater nach Darren Shan benannt und ist ein Schlangenjunge. Shancus bezeichnet Darren selbst als seinen „Patenonkel“ und dieser übernimmt gern diese Rolle. So verspricht Darren, Shancus von nun an jedes Jahr etwas zum Geburtstag zu schenken.
Durch Zeitungen erfährt Darren, dass seine besten Freunde aus der Kinderzeit, Tommy Jones und Alan Morris, Karriere gemacht haben: Tom Jones ist Profifußballer geworden und gilt nun als bester Torwart des Landes. Alan Morris wiederum ist ein anerkannter Wissenschaftler, der sich mit Gentechnik befasst.
Etwas später beschließt Darren, sein altes Elternhaus aufzusuchen. Dort gibt er sich als ein entfernter Verwandter der Familie Shan aus und erfährt von einer Nachbarin, dass seine Eltern vor Jahren an die Küste gezogen sind und dass seine Schwester Annie allein mit ihrem Sohn im Haus wohnen würde. Nachher beobachtet er Annie mit einem Kind im Garten, von dem er annimmt, dass es ihr Sohn sei.
Ein paar Tage später taucht im Lager ein Kind auf: Es handelt sich um den schweigsamen Darius, von dem Harkat Mulds vermutet, dass er mehr über die Freak Show weiß, als er zugibt. Auch Darren merkt, dass Darius eine unwahrscheinliche Angst vor ihm hat … auch wenn Darius diese Angst gut überspielt. Darren lädt den Jungen zu einer Vorstellung ein. Am Abend warten Harkat und Darren auf Darius. Dieser erscheint nicht, aber dafür tauchen für Darren Probleme in Form seines Schulfreundes Tom Jones auf, welcher ihn erkennt. Daher erzählt ihm Darren, dass er unter einer seltsamen Krankheit leide und seinen Tod nur vorgetäuscht habe. Von Tom erfährt Darren, dass dieser noch regelmäßigen Kontakt mit Steve Leonard hat. Tom lädt Darren zu einem wichtigen Fußballspiel ein und erwähnt, dass er Darren noch etwas Bedeutendes über Steve erzählen müsse.
Am Ende des Fußballspiels muss Darren miterleben, wie Vampets, menschliche Gehilfen der verfeindeten Vampyre, im Stadion ein Blutbad anrichten. Eines der ersten Opfer ist Darrens Freund Tom Jones. Darren nimmt die Verfolgung auf, da er zwei der Täter als James Morgan und Halbvampyr R. V. identifizieren kann. In einer dunklen Seitenstraße holt er die beiden ein, muss aber erkennen, dass er blind in eine Falle gelaufen ist: Steve Leonard und Darius erwarten ihn bereits. Steve verrät Darren nun, dass Darius sein Sohn ist und dieser verletzt Darren mit einem Pfeilgewehr schwer an der Schulter. Nach einem heftigen Handgemenge kann Darren entkommen und wird schließlich von zwei Obdachlosen gefunden, die ihn zu den geheimnisvollen „Schattendamen“ bringen.
Im Unterschlupf der Obdachlosen wird Darren den Damen vorgestellt … und erkennt in ihnen die ehemalige Kommissarin Alice und seine Jugendliebe Debbie wieder. Alice und Debbie haben mit Einverständnis der übrigen Vampir-Fürsten eine menschliche Hilfstruppe der Vampire aufgestellt, die den Namen „Vampiriten“ trägt und aus Obdachlosen besteht. Alice und Debbie pflegen Darren gesund, da tritt die zweite Phase der Purifikation ein und Darren bemerkt, dass seine Tage als Halbvampir gezählt sind. Er wirkt nun deutlich erwachsener und Debbie gibt ihm zu verstehen, dass sie ihn liebt.
Schließlich stößt zu dieser seltsamen Truppe Darrens Mitfürst Vancha March. Gemeinsam beratschlagen sie, wie sie gegen Steve Leonard und seine Vampyre vorgehen sollen. Die Freunde beschließen, wieder zum Cirque du Freak zurückzukehren und das Lager, das sich in einem alten Stadion befindet, als Basis für den Kampf gegen die Vampyre zu nutzen. Dort angelangt bittet Darren Hibernius Riesig, in die Zukunft zu schauen. Er möchte sich vergewissern, dass er nicht zum geheimnisvollen „Herrn der Schatten“ bestimmt ist. Nur widerwillig stimmt dieser zu und begibt sich in die Zukunft. Als er wieder in der Gegenwart ist, erklärt er Darren, dass es durchaus möglich sei, dass er zum „Herr der Schatten“ wird. In diesem Falle würde er später seine Freunde töten und die Menschheit vernichten.
Darren ist über seine mögliche Zukunft entsetzt. Aber Hibernius Riesig hat auch in der nahen Zukunft gesehen, dass er von den Vampyren getötet werden wird und beschließt, seine bisherige Neutralität aufzugeben und sich aktiv am Kampf gegen die Vampyre zu beteiligen.
Nur wenig später überfallen Steve Leonard und seine Vampyre den Cirque du Freak. Es gelingt ihnen, Shancus Von zu entführen und der Vampet James Morgan erschießt Hibernius Riesig vor seinem Zirkuswagen. Da tauchen plötzlich der geheimnisvolle Salvatore Schick und dessen Tochter Lady Evanna auf. Hibernius Riesig gibt im Sterben zu, dass er der verschollen geglaubte Sohn Meister Schicks ist. Während Salvatore Schick und Evanna jeder auf seine Weise um Hibernius Riesig trauern, nehmen Darren, seine Verbündeten und Evra Von die Verfolgung der Flüchtigen auf. Es gelingt ihnen, Steves Sohn Darius gefangen zu nehmen und nur mit Mühe kann Debbie ihren Freund Darren davon abhalten, Darius in blinder Wut zu töten. Vancha March erkennt in Darius einen Halbvampyr und dieser erklärt voller Stolz, dass es sein eigener Vater war, der ihn zu einem gemacht hat.
Steve verschanzt sich in genau jenem alten Theater, wo der Cirque du Freak einst gastierte und wo diese Geschichte ihren Anfang nahm. Steve erwartet Darren und nach einigen Beleidigungen schlägt er vor, die Geiseln auszutauschen: Darius gegen Shancus. Steve erinnert Darren an ein Spiel, das die beiden früher zu spielen pflegten: Das traust du dich nie!

„Ich wette, das traust du dich nie“, sagt Steve und bricht dem Schlangenjungen das Genick. Nun bekommen seine beiden Begleiter erste Zweifel am Sinn des Kriegs der Narben. Vor allem R.V. beginnt sich langsam von Steve zu lösen. Er erkennt nun, dass sein Freund durch und durch böse ist und nimmt allmählich wieder menschliche Züge an. Auch Steve Leonards Leibwächter Gannen Harst folgt ihm von diesem Zeitpunkt an nur zögerlich, vielmehr beschützt er ihn nur noch wegen seiner Position als Herrscher der Vampyre. Nach dem Mord an Shancus will Darren Steves Sohn mit einem Dolch das Herz herausschneiden, als Steve plötzlich Darius nach dem Namen seiner Mutter fragt. Darius, der nun auch das Böse in seinem Vater erkennt, nennt weinend den Namen: Annie Shan – Darius ist Darrens Neffe.

### Die Söhne des Schicksals
Nachdem der Lord der Vampyre, Steve Leonard, Shancus Von getötet hatte, zogen sich seine Vampyre, deren menschliche Gehilfen (die Vampets) und er zurück. Sie ließen Steves Sohn Darius bei Darren und dessen Freunden zurück. Während nun Darrens Jugendfreund Evra um seinen ältesten Sohn trauert, beratschlagen Darren und seine Verbündeten ihr weiteres Vorgehen. Vancha March weist Darren auf ein schwerwiegendes Problem hin, dass Darrens Neffe Darius bald haben würde: Darius war durch seinen Vater zu einem Halbvampyr geworden und würde schon bald einen unstillbaren Durst auf Menschenblut entwickeln. Er war dazu verdammt, ein Mörder zu werden.
Schweren Herzens beschließt Darren, seine Schwester Annie, Darius Mutter, aufzusuchen und sie auf dieses Problem vorzubereiten.
In seinem alten Elternhaus angekommen, gibt sich Darren zu erkennen. Annie weigert sich, Darren als Bruder anzuerkennen, da ihr Bruder tot sei. Doch als dieser die Spinne Madame Octa und die Tatsache, dass diese Steve gebissen habe, erwähnt, realisiert Annie, dass Darren noch am Leben ist, da sie niemandem von diesem gemeinsamen Geheimnis erzählt hatte. Sie fällt daraufhin in Ohnmacht. Später schlägt Darren vor, Darius in einen Halbvampir zu verwandeln. So würde er jedenfalls nicht zum Mörder, da Vampire im Gegensatz zu den Vampyren ihre Trinkgewohnheiten im Griff haben. Außerdem solle Darius im Berg der Vampire aufgenommen und ausgebildet werden.
Darren und Annie erzählen sich auch ihre jeweilige Lebensgeschichte. So berichtet Annie, wie sie mit 15 Jahren die Freundin von Steve Leonard und mit 16 von diesem schwanger geworden ist. Erst da hätte Steve ihr gegenüber sein wahres Gesicht gezeigt und die Stadt für immer verlassen. Darren vermutet nun, dass Steve Leonard seine Schwester absichtlich geschwängert habe, um später ein geeignetes Druckmittel gegenüber Darren zu haben.
Nach dem riskanten Blutaustausch erfahren Darren und seine Freunde durch Annie, dass die Polizei das Stadion umstellt hat, in dem sich der Cirque du Freak befindet. Darren vermutet, dass Steve Leonard sich das Stadion für den großen Showdown ausgesucht hat. Annie und Darius verlassen noch in dieser Nacht die Stadt. Annie versucht, Darren zu überreden, mitzukommen, doch er lehnt ab. Darren macht sich, durch den Blutverlust geschwächt, bereit, die Schlacht um die Zukunft der Menschheit anzutreten.
Gemeinsam mit den Vampiriten arbeitet man einen Plan aus, zumal die Polizisten die strikte Anweisung haben, jeden in das Stadion zu lassen.
Darren und seine Freunde marschieren geschlossen in das Stadion. Dort stellen sie fest, dass die Vampyre und Vampets die Artisten als Geiseln genommen haben. Schnell machen Darren und Vancha Steve Leonard aus, der an einem Galgen steht. Evras Frau Marla kann Darren noch heimlich mitteilen, dass ihnen nun auch die Artisten im Kampf gegen die Vampyre beistehen.
Es kommt zum Kampf. Salvatore Schick und dessen Tochter Evanna nehmen als Zuschauer teil. Während Schick sich über das Blutvergießen freut, trauert Evanna um die Toten. In einem Tunnel können Darren und Vancha Steve und Gannen stellen. Vancha wird schwer verwundet und Gannen getötet. Als Darren seinen ehemaligen Freund Steve überwältigen und tödlich verwunden kann, stellt Salvatore Schick die beiden vor die Tatsache, dass er der leibliche Vater der beiden ist und mit dem Sieger Darren eine Weltherrschaft des Schreckens ausüben wird.
Darren erfährt von Schick, dass dieser ihn sein Leben lang „begleitet“ hat und letztendlich auch dafür verantwortlich war, dass Darren zum Vampir-Fürsten gewählt wurde. Dasselbe sei auch mit Steve Leonard geschehen, nur auf Seiten der Vampyre. Als Steve dies hört, bittet er Meister Schick, ihm zu helfen, da auch er sein Sohn sei. Salvatore Schick lacht ihn jedoch aus und antwortet Steve, dass in seinem Leben kein Platz für Verlierer sei. Steve Leonard bereut zum ersten Mal die schlimmen Sachen, die er im Laufe seines Lebens getan hat.
Da sieht Darren eine Lösung, die Salvatores Pläne vereiteln könnte: Als in Steve zum ersten Mal Menschlichkeit erwacht, beleidigt Darren diesen als absoluten Versager und sorgt dafür, dass Steve ihn in einem letzten Wutanfall ersticht. Tödlich getroffen fällt Darren zusammen mit Steve in einen Bach und stirbt dort.
Darren wacht im See der Seelen wieder auf, da er in einem fließenden Gewässer gestorben ist. Nach den Traditionen der Untoten kann die Seele eines Vampirs oder die eines Vampyrs nicht in das Paradies eingehen, wenn dieser im fließenden Gewässer stirbt.
Darren flüchtet sich in seine Kindheitserinnerungen, um nicht dem Wahnsinn zu verfallen. Da wird er Jahrtausende später von seiner Schwester Lady Evanna und Kleinen Kerlen aus dem See gezogen. Evanna gibt Darren zu verstehen, dass er der „Herr der Drachen“ sei und so fliegen sie auf dem Rücken eines Drachen zum Unterschlupf Salvatore Schicks. Evanna hatte ihren Vater überredet, Darren als Kleinen Kerl zurück in die Vergangenheit zu schicken. Als Preis dafür versprach sie ihm, ein Kind auszutragen. Dabei ließ sie jedoch offen, ob der Vater des Kindes ein Vampir oder ein Vampyr sein würde. (Was Salvatore Schick jedoch nicht weiß, ist, dass Evanna bereits von March und Gannen schwanger ist und Zwillinge bekommen würde. Damit wäre ein erneuter Krieg zwischen dem Vampir- und Vampyr-Clan zum Scheitern und Salvatore Schick zur Machtlosigkeit verdammt, da nun beide gegnerischen Blutlinien über Evanna mit Salvatore Schick verknüpft sind.)
In einer Höhle wird der wiedergeborene Darren von Schick getötet und in einen Kleinen Kerl verwandelt. Als solcher wird er in die Vergangenheit geschickt. Evanna gibt ihm jedoch verbotenerweise auch seine Tagebücher zurück. Darren findet sich plötzlich in dem alten Theater wieder, in dem er und Steve zum ersten Mal mit dem Cirque du Freak zu tun hatten. Er und ein anderer Kleiner Kerl verkaufen nun zwei Kindern, dem jungen Darren Shan und dessen besten Freund Steve Leonard, in der Pause Andenken. Nach der Show versteckt sich Darren auf der Empore und sieht, wie sein kindliches Ich sich herauf schleicht, um Steve zu beobachten. Darren erschreckt es aber fast zu Tode und ändert damit selbst seine weitere Zukunft. Er bekommt mit, wie Steve Larten Crepsley fragt, ob er ihn zu einem Vampir machen könne. Und er erlebt seine zornige Reaktion, als Crepsley ablehnt.
Darren merkt aber schnell, dass er sterben muss, um seinem jüngeren Ich das Weiterleben zu ermöglichen. So geht er in den Bürowagen von Hibernius Riesig. Dieser erkennt – obwohl sie sich in diesem Leben nicht kennen – in ihm einen Freund und verspricht Darren, die Tagebücher in ein paar Jahren dessen erwachsenen Ich zukommen zu lassen.
Glücklich über diese Entscheidung zieht sich Darren nun auf ein Hausdach zurück und erwartet den Sonnenaufgang. Als dann die Sonne aufgeht, zerfällt sein Körper und Darren stirbt. Auf dem Weg ins Vampir-Paradies sieht Darren alle toten Vampir-Freunde, die ihn freudig erwarten.

## Trilogien
Willkommen in der Welt der Vampire (The Vampire Blood Triology)
- Der Mitternachtszirkus (engl. Cirque du Freak), 2001, ISBN 3-7951-1759-3
- Die Freunde der Nacht (engl. The Vampire’s Assistent), 2001, ISBN 3-7951-1760-7
- Die dunkle Stadt (engl. Tunnels of Blood), 2001, ISBN 3-7951-1761-5

Die dunklen Geheimnisse der Vampire (The Vampires Rites Triology)
- Der Berg der Vampire (engl. Vampire Mountain), 2003, ISBN 3-426-62434-6
- Die Prüfungen der Finsternis (engl. Trials of Death), 2003, ISBN 3-426-62435-4
- Der Fürst der Vampire (engl. The Vampire Prince), 2003, ISBN 3-426-62436-2

Das Blut der Vampire (The War Triology)
- Die Prophezeiungen der Dunkelheit (engl. Hunters of the Dusk), 2004, ISBN 3-426-62557-1
- Die Verbündeten der Nacht (engl. Allies of the Night), 2004, ISBN 3-426-62558-X
- Die Flammen der Verdammnis (engl. Killers of the Dawn), 2004, ISBN 3-426-62895-3

Das Schicksal der Vampire (The Vampire Destiny Triology)
- Der See der Seelen (engl. The Lake of Souls), 2004, ISBN 3-426-62845-7
- Der Herr der Schatten (engl. Lord of the Shadows), 2006, ISBN 3-426-63275-6
- Die Söhne des Schicksals (engl. Sons of Destiny), 2006, ISBN 3-426-63276-4

## Manga
In Japan erschien die Manga-Adaption Darren Shan (ダレン・シャン, Daren Shan) von Darren Shan (Text) und Takahiro Arai (Zeichnungen) in Shōgakukans Magazin Shōnen Sunday. Die Kapitel wurden zwischen 2006 und 2009 in 12 Sammelbänden zusammengefasst.
Eine englischsprachige lokalisierte Fassung erscheint in den USA bei Yen Press unter dem Titel Cirque du Freak und im Vereinigten Königreich bei HarperCollins als The Saga of Darren Shan.
Von Januar 2010 bis Januar 2012 erschienen alle Bände des Mangas auf Deutsch bei Tokyopop unter dem Titel Darren Shan.

## Verfilmung
Im Jahr 2009 wurden die ersten drei Bände der Serie unter dem Titel Mitternachtszirkus – Willkommen in der Welt der Vampire (Cirque du Freak: The Vampire’s Assistant) verfilmt. Regie führte Paul Weitz.